# Max Herrmann (lekkoatleta)
Max Herrmann (ur. 17 marca 1885 w Gdańsku, zm. 29 stycznia 1915) – niemiecki lekkoatleta, sprinter.

## Życiorys
Uczestnik igrzysk olimpijskich w 1912, na których wystartował w biegu na 100, 200 i 400 m oraz sztafetach 4 × 100 i 4 × 400 m. W biegu na 100 m odpadł w pierwszej rundzie, zajmując 3. miejsce w swoim biegu eliminacyjnym z nieznanym czasem. Na dwukrotnie dłuższym dystansie przeszedł pierwszą rundę, plasując się na 1. pozycji w swoim biegu eliminacyjnym z czasem 22,9 s. W swoim biegu półfinałowym był 4. i odpadł z dalszej rywalizacji. W biegu na 400 m odpadł w pierwszej rundzie, zajmując ostatnie, 3. miejsce w swoim biegu eliminacyjnym. Sztafeta 4 × 100 m w składzie z Herrmannem w pierwszej rundzie uplasowała się na 1. pozycji z czasem 43,6 s (wyrównanie rekordu olimpijskiego ustanowionego przez Szwedów w poprzednim biegu) i przeszła do półfinału. Tam niemiecka drużyna ponownie zwyciężyła swój bieg, uzyskując czas 42,2 s i ustanawiając rekord świata. W finale sztafeta przybiegła na metę druga z czasem 42,4 s, jednakże po biegu została zdyskwalifikowana. Sztafeta biegnąca na czterokrotnie dłuższym dystansie, także w składzie z Herrmannem, była 2. w swoim biegu eliminacyjnym pierwszej rundy z czasem 3:28,2 s i odpadła z rywalizacji.
Dwukrotny mistrz kraju na 400 m: z 1911 i 1913.
Zginął w walce podczas I wojny światowej.